# Булгаково (Духовщинський район)
Булгаково (рос. Булгаково) — село в Духовщинському районі Смоленської області Росії. Адміністративний центр Булгаковського сільського поселення.
Населення — 214 осіб (2007).

## Розташування
Розташоване в північній частині області за 16 км на захід від міста Духовщина. За 7 км на південний захід від села розташована залізнична станція Єриші на лінії Смоленськ—Озерний.